# Parafia św. Józefa Oblubieńca w Biskupicach
Parafia świętego Józefa Oblubieńca w Biskupicach – parafia rzymskokatolicka, znajdująca się w diecezji sandomierskiej, w dekanacie Opatów.